# Heinrich Niemann (Glockengießer)
Heinrich Niemann, auch Hinrich Neimann oder Neumann (* vor 1600; † 1630) war ein deutscher Geschütz- und Glockengießer.

## Leben
Der 1625 vom Lübecker Rat als Ratsgießer bestellte Heinrich Niemann war für Lübeck hauptsächlich als Stückgießer tätig. Zu diesem Zweck wurden ihm vom Zeughaus ältere untüchtige Geschütze zum Einschmelzen wie auch neues Garkupfer überwiesen. Im Inventarverzeichnis der Hansestadt Lübeck von 1763 wurden noch 22 seiner Geschütze geführt.